# Het boek van Trijntje Soldaats
Het boek van Trijntje Soldaats is een boek met 17 sprookjes en verhalen ("vertelsels", waarvan één onvoltooid), dat werd uitgebracht in 1928 en kan worden beschouwd als het eerste boek van in het Nederlands genoteerde sprookjes.
De verhalen in Trijntje Soldaats werden tussen 1800 en 1804 door een 11-jarige jongen Gerrit Arend Arends in het Groningse Ezinge in een schriftje opgetekend uit de mond van de huisnaaister Trijntje Wijbrands. Bij de eerste uitgave verschenen de verhalen in het Nederlands van die tijd inclusief schrijf- en spelfouten van de 11-jarige. Het boek was geïllustreerd door Johan Dijkstra en gezet door Hendrik Werkman.
Twee jaar later, in 1930, verscheen Het boek van Minne Konings met volksverhalen in het oud-Gronings, opgetekend door de folklorist Eilina Huizinga-Onnekes.
In 1958 verscheen een tweede druk van Trijntje Soldaats in facsimile-editie.
Beide boeken werden in 2003 opnieuw uitgegeven, met eigentijdse illustraties en typografie.

## Trijntje Soldaats
Uit de inleiding bij de tweede druk blijkt dat Trijntje Wijbrands (waarschijnlijk gedoopt in Ezinge op 11 april 1751 als dochter van Albert Jans en Gebke Kornelis - Ezinge, 5 augustus 1814) haar bijnaam Soldaats kreeg omdat zij op 23 oktober 1787 trouwde in de Martinikerk in Groningen met Andries Cramer, een Duits soldaat in Hollandse dienst, afkomstig uit de stad Schlitz. In 1793 keerde zij als weduwe terug naar Ezinge.

## Fragment
Daar waren eenmaal een grootoog en een kleinoog en het waaren beide neefs en het waaren ook beide boeren. en kleinoog had een koe en grootoog had veel meer koijen en veel meer land en kleinoog zijn koe kwam in grootoog zijn land. doe zeide grootoog dat als zijn koe er weer in kwam – de koe dood te houwen. doe zeide kleinoog goed doe dat maar. en doe kwam de koe weer in en doe hoew hij de koe doot en kleinoog ging heenen en vilde de koe en ging er met na de markt met de kaar.
koijen = koeien, doe = toen, houwen = slaan, hoew = sloeg, kaar = kar

## De eerste?
Voor het boek van Trijntje Soldaats zijn overigens wel in het Nederlands sprookjesboeken uitgegeven, dit waren echter vertalingen. Zo werd al in 1697 Sprookjes van Moeder de Gans van de Franse schrijver Charles Perrault uitgegeven. In 1884 verscheen Niederländische Sagen, zij het in het Duits.
Rond het eind van de negentiende eeuw zijn veel Nederlandse sprookjes gepubliceerd in het tijdschrift Volkskunde.